# Velika Vranovina
Velika Vranovina is een plaats in de gemeente Topusko in de Kroatische provincie Sisak-Moslavina. De plaats telt 180 inwoners (2001).